# Théophile Bauer
Pour les articles homonymes, voir Bauer.
Théophile Bauer est un gymnaste belge.

## Carrière
Il fait partie de l'équipe de Belgique qui remporte la médaille d'argent au concours général par équipes aux Jeux olympiques d'été de 1920 se tenant à Anvers.